# Juan Ferrando Roig
Juan Ferrando Roig (en catalán: Joan Ferrando i Roig; Arbós, Tarragona, 1908-Barcelona, 15 de marzo de 1980) fue un sacerdote, teólogo e historiador español, estudioso de la arqueología, la liturgia y la iconografía cristianas y autor de monografías muy divulgadas sobre estos asuntos. Fue profesor de religión y escribió un manual sobre esta materia.
Estudió en el Seminario Conciliar de Barcelona (1919-1932), se licenció en 1933 Teología por la Universidad Pontificia de Tarragona y en Arqueología (1938) por el Instituto Pontificio de Arqueología Cristiana de Roma. 
Defendió una arquitectura moderna en los templos de nueva construcción, alejada de modelos antiguos o historicistas. Para tratar sobre ello, en 1963 organizó (con el apoyo del Grupo R) un congreso titulado «Conversaciones de Arquitectura Religiosa». Fue también una figura destacada en el impulso de la renovación litúrgica en España. En este empeño, fue importante la publicación del Anuario de Arte Sacro en 1957 en el que, bajo su dirección, colaboraron arquitectos, sacerdotes, críticos y artistas.

## Obras
- Normas eclesiásticas sobre arte clásico, 1940.
- El santuario del Hort (San Lorenzo de Morunys), 1940.
- Normas eclesiásticas sobre arte sagrado: El templo y el altar. Mobiliario, 1940.
- La basílica de la Merced, 1941.
- La Virgen del Vinyet (Sitges), 1941.
- Dos años de arte religioso, 1942.
- Iconografía de los santos, 1950.
- La iglesia de los mártires, 1950.
- El arte religioso actual en Cataluña, 1952.
- Manual de Religión, 1956.
- Via Crucis según las pinturas murales del Prof. Gebhard Fugel en la Iglesia de San José de Munich, 1957.
- Simbología cristiana, 1958.
- Los primeros cristianos, 1958.
- Construcción y renovación de templos, 1963.